# David Barbona
David Matías Barbona (Buenos Aires, 22 febbraio 1995) è un calciatore argentino, centrocampista del Defensa y Justicia.

## Caratteristiche tecniche
È un trequartista che può giocare anche come ala destra.

## Palmarès
- Primera B Metropolitana: 1

Nueva Chicago: 2013-2014
- Trofeo de Campeones de la Superliga Argentina: 1

Racing Club: 2019